# Щукина, Наталия Михайловна
Ната́лия Миха́йловна Щу́кина (8 апреля 1927, Киев, Киевский округ, Украинская ССР, СССР — неизвестно) — украинский советский архитектор, член Союза архитекторов УССР с 1957 года.

## Биография
Родилась в Киеве, в 1945—1950 годах обучалась на архитектурном факультете Киевского инженерно-строительного института.
С августа 1950 года работала на должности архитектора в Киевском проектно-изыскательском институте Министерства транспортного строительства в Киеве, в 1958—1960 годах — в Научно-исследовательском институте архитектуры и строительства Академии строительства и архитектуры УССР, в 1961—1962 годах — старший архитектор «Киевметрогипротранса». С апреля 1962 — аспирант в Киевском зональном научно-исследовательском институте экспериментального проектирования, с мая 1964 года — аспирант в Киевском инженерно-строительном институте.

## Творчество
- Электромеханический техникум железнодорожного транспорта (в составе творческого коллектива, 1956, Киев, Воздухофлотский проспект)
- Строительный техникум железнодорожного транспорта (в составе творческого коллектива, 1956, Киев)
- Станции метро «Крещатик» и «Арсенальная» (в составе творческого коллектива, 1960, Киев, Воздухофлотский проспект)

## Основные работы

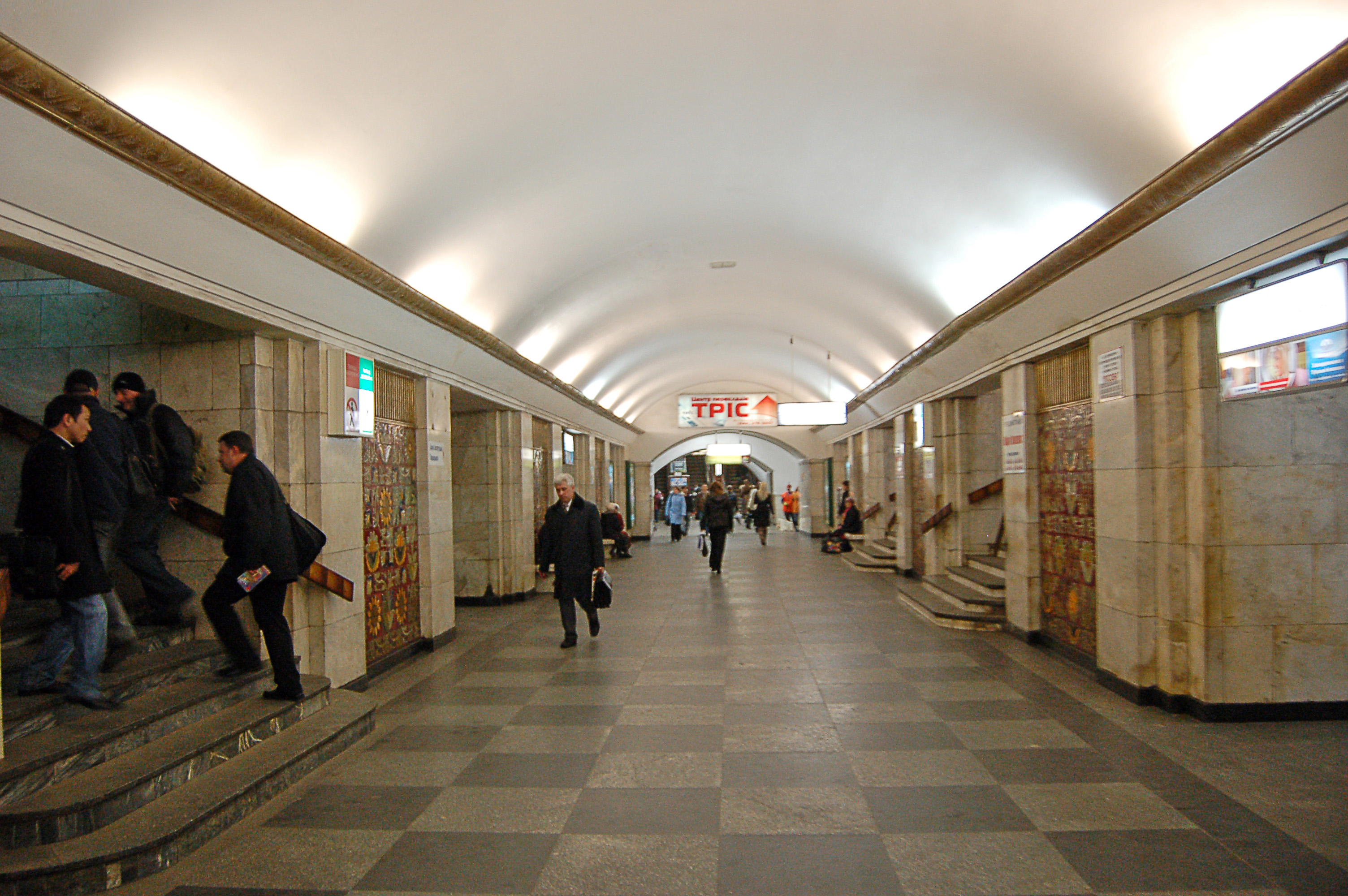
Станция метро «Крещатик»
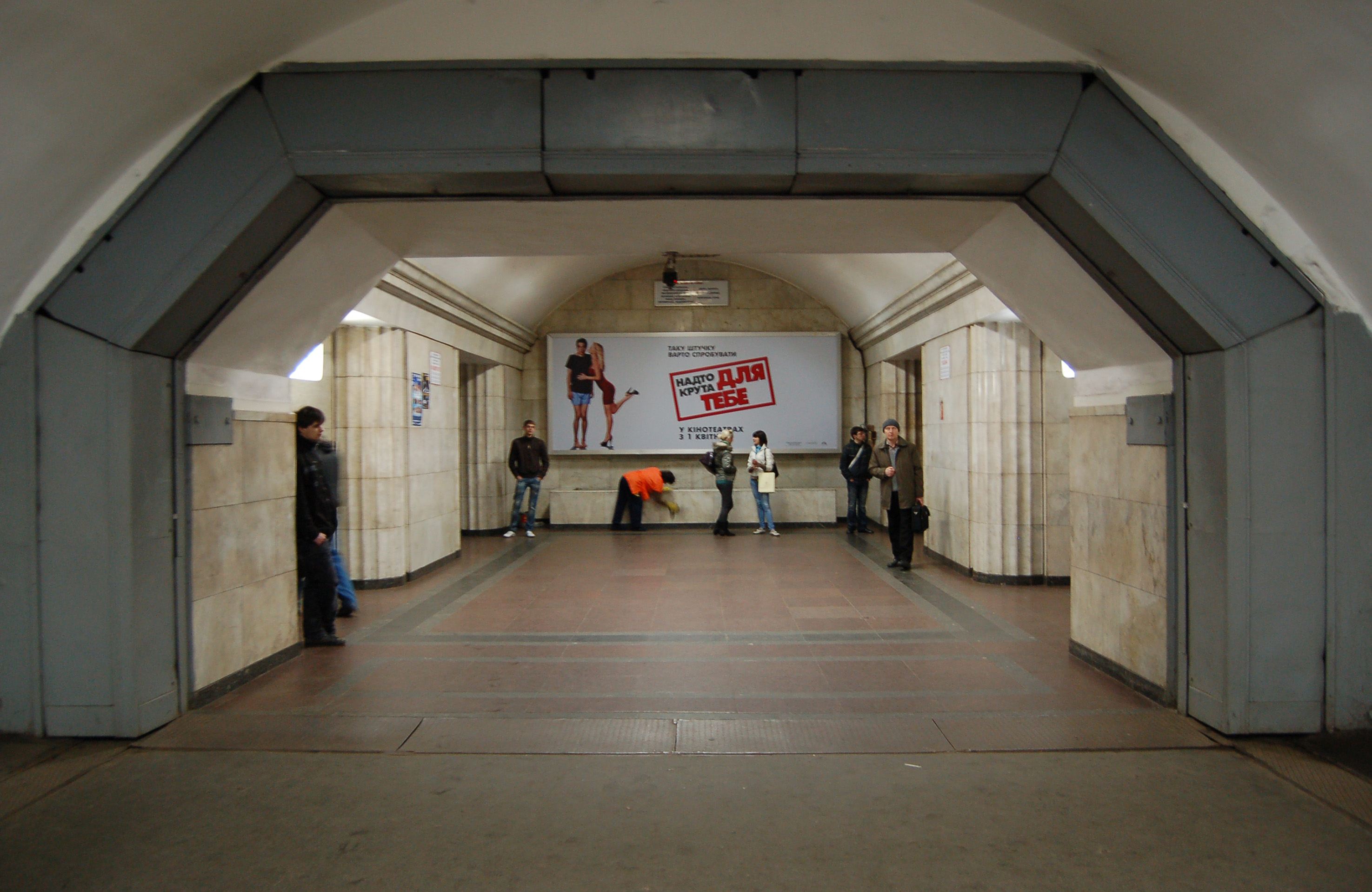
Станция метро «Арсенальная»